# Тяжёлые люди (рассказ)
«Тяжёлые люди» ― рассказ русского писателя Антона Павловича Чехова, написанный в 1886 году.

## Публикации
Впервые рассказ «Тяжёлые люди» был опубликован в газете «Новое время» 7 октября 1886 года, № 3810, подпись: Ан. Чехов. Рассказ вошёл в издание А. Ф. Маркса с изменениями, текст был сокращён. Антон Чехов этот рассказ включил в том пятый Собрания сочинения в переработанном виде, он внёс большие сокращения, исправления и был изменён конец. Вместо этих последних двух фраз: «Когда работник вез его на станцию, шел противный, холодный дождь. Подсолнечники еще ниже нагнули свои головы, и трава казалась темнее», было: «Бывают в жизни отдельных людей несчастья, например, смерть близкого человека, суд, тяжкая болезнь, которая резко, почти органически изменяет в человеке характер, привычки и даже мировоззрение. Так и Петр, глядя на отца, понял, что тяжелое испытание, пережитое ими, не прошло бесследно для них обоих, чувствовались уже новые отношения, мир, забвение прошлого. И он мысленно пожелал отцу всего хорошего.
Когда не совсем еще проснувшийся Фомка вез его на станцию, шел противный, холодный дождь. Подсолнечники еще ниже нагнули свои головы, и льяная скирда казалась темнее. Студент сквозь воротник своей шинели глядел на безропотно умиравшие подсолнечники, и грустные мысли затолпились у него в голове…Он думал: отчего это в природе не дается даром? Жизнь подсолнечника покупается медленным замерзанием; за ясные весенние дни приходится платить этим пронизывающим холодным дождём. Даже гуманность и кроткий характер достигается путем жертв и тяжелых уроков. На станции он застал тишину и сон. Поезд, точно сонный, подползал к платформе. Студент глядел на эту сонную тишину, на дым, лениво клубившийся из трубы, на кондуктора, молча искавшего для него места, и ему казалось, что кругом тихо, безмятежно и тепло, что все пассажиры спят так сладко только потому, что у его бедной, оскорбленной матери болит плечо» [от удара кулаком мужа — этот момент снят при переработке рассказа].
Рассказ «Тяжёлые люди» был переведён на болгарский язык.

## Сюжет
Главу семейства Ширяева Евграфа Ивановича все ждут, когда он помоет руки и семья начнёт обедать. За столом сидят: его жена — Федосья Семёновна, дети: сын Пётр — студент, старшая дочь — Варвара и трое маленьких ребят — Колька, Ванька и Архипка. Ширяев после мытья рук, помолился и сел не спеша за стол. Во время обеда завязался разговор. Пётр сказал отцу, что собирается уехать вечерним поездом в Москву на учёбу. Попросил отца, чтобы он дал ему денег на дорогу, за съёмную квартиру и на еду. Отец ему дал деньги, но меньше, чем просил сын Пётр. Мать Петра Федосья Семёновна попросила у мужа ещё денег, чтобы Пётр купил себе одежду и обувь. После этого отец был взбешён и закричал:

 — Берите всё! — крикнул он не своим голосом. — Грабьте! Берите всё! Душите!
Он выскочил из-за стола, схватил себя за голову и, спотыкаясь, забегал по комнате.
— Обирайте всё до нитки! — кричал он визгливым голосом. — Выжимайте последнее! Грабьте! Душите за горло!
…Ширяев, свирепея всё более, произнося слова одно другого ужаснее, подскочил к столу и стал вытряхивать из бумажника деньги.

— Берите! — бормотал он, дрожа всем телом. — Объели, опили, так нате вам и деньги! Ничего мне не нужно! Шейте себе новые сапоги и мундиры!
Пётр побледнел и сказал отцу, что он отвык от таких подобных сцен, но отец сказал сыну, чтоб он замолчал и продолжал кричать и обвинять жену, что она сына Петра избаловала, что он их не почитает, богу не молится и денег не зарабатывает. В это время Петром овладела злоба и он подошёл к матери и закричал:

— Мне гадки, отвратительны эти попреки! Ничего мне от вас не нужно! Ничего! Скорей с голоду умру, чем съем у вас еще хоть одну крошку! Нате вам назад ваши подлые деньги! Возьмите!
Пётр выбежал на двор и пошёл по грязной дороге в поле.
По дороге он думал о том, «что недурно бы» пойти пешком в Москву без копейки денег, что его догонит отец и попросит его вернуться домой или принять деньги. Или не догонит. Тогда где-то под Курском или Серпуховым он, обессиленный умирает от голода и об этом напишут в газете, «что там-то студент такой-то умер от голода…». Он думал о смерти, о горе близких, об раскаяние отца… Затем мимо его проехала старушка помещица, которой поклонился и улыбнулся. Тотчас он подумал, почему он улыбнулся, «если вся его душа полна досады и тоски?»

И он подумал, что, вероятно, сама природа дала человеку эту способность лгать, чтобы он даже в тяжелые минуты душевного напряжения мог хранить тайны своего гнезда, как хранит их лисица или дикая утка. В каждой семье есть свои радости и свои ужасы, но как они ни велики, трудно увидать их постороннему глазу; они тайна.
Заморосил дождь и Пётр вернулся домой. В доме была тишина, отец «ходил от окна к окну» и спросил, почему Пётр раздумал уехать. Пётр стал высказывать отцу, что это очень унизительно и оскорбительно попрекать куском хлеба… Что он замучил мать, «сестра безнадёжна забита». Далее Пётр продолжал говорить отцу, что он грубый и невоспитанный человек. «И мужики вас терпеть не могут!» После этих слов отец закричал, чтобы Пётр замолчал, но сын продолжал говорить:

— Ладно! — не унимался сын. — Не любите слушать правду? Отлично! Хорошо! Начинайте кричать! Отлично!
— Молчать, тебе говорю! — заревел Евграф Иванович.
В дверях показалась Федосья Семеновна с удивленным лицом, очень бледная; хотела она что-то сказать и не могла, а только шевелила пальцами.
— Это ты виновата! — крикнул ей Ширяев. — Ты его так воспитала!

— Я не желаю жить более в этом доме! — крикнул студент, плача и глядя на отца со злобой. — Не желаю я с тобой жить!
Пётр пошёл к себе в комнату и лёг, никто из семьи не смог уснуть в эту ночь.
Ранним утром Пётр простился со всеми и даже заплакал. Прошёл мимо комнаты отца Пётр заглянул в дверь и сказал отцу, что он уезжает.

— Прощай… Деньги на круглом столике… — ответил отец, не поворачиваясь.

## Экранизация
Рассказ послужил одним из источников фильма Киры Муратовой «Чеховские мотивы» (2002).